# Gabriele I di Montgomery
Gabriele I di Lorges, conte di Montgomery (Ducey, 5 maggio 1530 – Parigi, 26 giugno 1574), signore di Ducey, fu il comandante francese che nel corso di un torneo cavalleresco uccise accidentalmente il re di Francia Enrico II.

## Biografia
Era figlio del capitano della Guardia Reale Giacomo I di Lorges, conte di Montgomery, di origini scozzesi, e di Claudia de La Bouxière, signora di Ducey. Il 1º luglio 1559, nello svolgimento di un torneo cavalleresco indetto a Bourgbarré per celebrare la pace di Cateau-Cambrésis fra la Francia ed il tradizionale nemico, gli Asburgo, un frammento del legno della sua lancia spezzata penetrò attraverso la celata dell'elmo del re Enrico II ed entrò profondamente in un occhio ledendo il cervello. Dopo una decina di giorni di sofferenza Enrico II morì. Benché scagionato dalla stessa vittima, il Montgomery fu bandito dalla corte per disposizione di Caterina de' Medici, vedova del re defunto, e si rifugiò in Inghilterra. Qui si convertì al protestantesimo, diventando uno degli esponenti militari più importanti della fede ugonotta, come principale collaboratore dell'ammiraglio Gaspard II de Coligny.
Alleatosi con l'esponente francese del protestantesimo, Luigi I di Borbone-Condé, partecipò alla prima guerra di religione occupando e saccheggiando Bourges (maggio 1562) e nell'autunno del medesimo anno partecipò alla difesa di Rouen contro l'armata del re di Francia. Nel frattempo sposò Isabella de La Tiral (conosciuta anche con il nome di Elisabetta de la Touche) dalla quale ebbe sette figli. Nella terza guerra di religione fu uno degli ufficiali più in vista nel campo protestante partecipando alle campagne di Guienna, del Périgord, del Quercy e del Béarn. Nella battaglia di Jarnac cercò di liberare il Condé. Fu uno dei pochi a sopravvivere alla notte di San Bartolomeo, essendosi ritirato in Parigi dopo l'attentato a Gaspard de Coligny. Sulla sua testa fu posta una taglia e quindi fuggì nuovamente in Inghilterra, dove Caterina de' Medici chiese più volte l'estradizione, ricevendo sempre dalla regina Elisabetta I un netto rifiuto.
Cercò quindi nel 1573 con una flotta di far levare l'assedio alla roccaforte ugonotta di La Rochelle ma il tentativo non ebbe successo. Sbarcato nuovamente in Francia l'anno successivo, tentò di sollevare la Normandia contro il re ma il 27 maggio dello stesso anno, circondato dalle truppe del re a Domfront, comandate dal Maresciallo di Francia Jacques Goyon de Matignon contro il quale si era battuto più volte in precedenza, si arrese. Tradotto a Parigi, fu decapitato sulla piazza di Grève il 26 giugno.
Alexandre Dumas diede una libera versione della vita di Montgomery nel suo romanzo Le due Diane.

## I figli
Da Gabriele I di Lorges, conte di Montgomery, e da Isabella de La Tiral nacquero:
- Giacomo I (1551-1590)
- Gedeone (1596)
- Egidio (1558-1596)
- Gabriele II (1565-1635)
- Susanna
- Elisabetta
- Claudia

Il discendente più illustre di Gabriele I fu il Maresciallo sir Bernard Law Montgomery (Monty), comandante delle truppe inglesi prima in Nord Africa, poi in Sicilia ed Italia ed infine sul fronte franco-tedesco nella seconda guerra mondiale.